# SK Dnipro-1
Maillots
Le Sportyvnyy Klub Dnipro-1 (en ukrainien : Спортивний Клуб Дніпро-1), plus couramment abrégé en Dnipro-1, est un ancien club ukrainien de football fondé en 2017 puis disparu en 2024, basé dans la ville de Dnipro.
Le club a évolué entre 2019 et 2024, en Premier-Liha, la première division ukrainienne.

## Histoire
La fondation du club coincide avec la chute du FK Dnipro, club historique de la ville de Dnipro, qui est alors en grandes difficultés sportivement et financièrement en première division et très proche de la disparition. Dans ce contexte, l'ancien joueur du FK Dnipro Roman Zozulya et l'homme politique Youriy Bereza prennent l'initiative de fonder une nouvelle équipe au mois de mars 2017, le Dnipro-1, qui a pour objectif de remplacer l'ancien club. De l'avis-même de Zozulya, la nouvelle équipe n'est en réalité que le FK Dnipro mais avec de nouvelles personnes à sa tête.
Le club est par la suite accepté au sein de la troisième division ukrainienne pour la saison 2017-2018, la majorité des membres du championnat acceptant l'intégration de l'équipe malgré le prérequis réglementaire d'avoir évolué auparavant à l'échelle amateur. Le premier entraîneur du Dnipro-1 est Dmytro Mykhaylenko, ancien international ukrainien ayant passé près de sept ans au FK Dnipro lors des années 1990 et 2000. L'encadrement technique en général ainsi que l'effectif de l'équipe réunit une grande partie d'anciens joueurs de ce même club tels que Volodymyr Polovyi, Yevhen Cheberyachko ou encore Serhiy Kravchenko ainsi que plusieurs jeunes de son centre de formation. De plus, le Dnipro-1 récupère l'intégralité des infrastructures de formation du FK Dnipro et partage avec lui la Dnipro Arena, les deux se côtoyant dans le groupe B de la troisième division après la rétrogradation administrative de ce dernier,.
Le club dispute sa première rencontre officielle le 9 juillet 2017 à l'occasion du premier tour de la Coupe d'Ukraine, qui le voit battre le Bukovyna Tchernivtsi sur le score de 5-0. En championnat, l'équipe domine rapidement le groupe B de la troisième division, terminant la saison avec un total de 81 points en 33 matchs, soit 14 de plus que son dauphin le Metalist 1925 Kharkiv, et assurant ainsi sa montée en deuxième division à cinq journées de la fin de la compétition. Il échoue cependant à finir champion du troisième échelon, perdant la finale face au vainqueur du groupe A l'Ahrobiznes Volotchysk. En parallèle, le club effectue un parcours notable dans la coupe nationale, battant notamment le Tchornomorets Odessa et le FK Lviv pour atteindre le stade des demi-finales, devenant la deuxième équipe de troisième division à atteindre ce stade de la compétition après le Slavoutytch Tcherkassy en 2014. Son parcours s'arrête cependant à ce stade face au Dynamo Kiev, qui l'emporte 4-1.

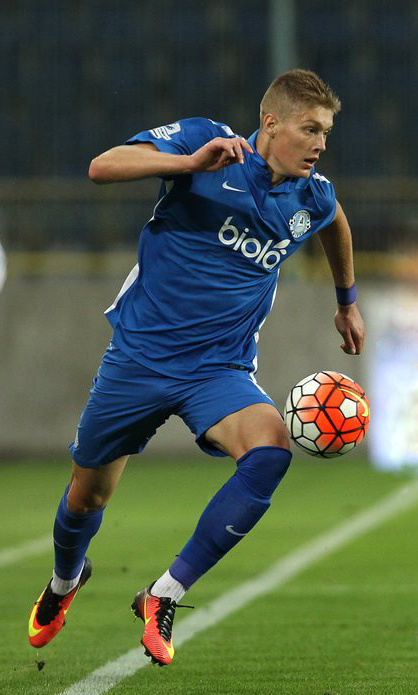
Artem Dovbyk (2020-2023).

Entrant en deuxième division pour la saison 2018-2019, le Dnipro-1 connaît une saison relativement similaire à la première, prenant très rapidement la première place du championnat et l'emportant avec un total de 67 points en 28 matchs, soit 13 de plus que le Kolos Kovalivka, son dauphin. Il assure sa deuxième promotion d'affilée et accède à la première division ukrainienne pour la saison 2019-2020, assurant son titre de champion à trois journées de la fin. Il enchaîne par ailleurs une deuxième demi-finale de coupe dans la foulée, étant cette fois éliminé par le Chakhtar Donetsk, futur vainqueur.
Durant l'été 2024, le club est au bord de la dissolution et est finalement dissous courant juillet 2024.

## Bilan sportif

### Palmarès
| Compétitions nationales |
| --- |
| - Championnat d'Ukraine D1 : - Vice-champion : 2022-23. - Championnat d'Ukraine D2 (1) : - Champion : 2018-19. - Championnat d'Ukraine D3 : - Vice-champion : 2017-18. |

### Bilan par saison
| Saison    | Championnat | Championnat | Championnat | Championnat | Championnat | Championnat | Championnat | Championnat | Championnat | Championnat | Coupe d'Ukraine     |
| Saison    | Division    | Pos         | Pts         | J           | V           | N           | D           | BP          | BC          | Diff        | Coupe d'Ukraine     |
| --------- | ----------- | ----------- | ----------- | ----------- | ----------- | ----------- | ----------- | ----------- | ----------- | ----------- | ------------------- |
| 2017-2018 | 3e groupe B | 1er         | 81          | 33          | 26          | 3           | 4           | 87          | 15          | +72         | Demi-finales        |
| 2018-2019 | 2e          | 1er         | 67          | 28          | 21          | 4           | 3           | 72          | 21          | +51         | Demi-finales        |
| 2019-2020 | 1re         | 7e          | 49          | 32          | 15          | 4           | 13          | 42          | 42          | 0           | Huitièmes de finale |
| 2020-2021 | 1re         | 7e          | 30          | 26          | 8           | 6           | 12          | 36          | 38          | -2          | Quarts de finale    |
| 2021-2022 | 1re         | 3e          | 40          | 18          | 13          | 1           | 4           | 35          | 17          | +18         | Titre non décerné   |
| 2022-2023 | 1re         | 2e          | 67          | 30          | 21          | 4           | 5           | 61          | 27          | +34         | Compétition annulée |
| 2023-2024 | 1re         | 4e          | 52          | 30          | 14          | 10          | 6           | 40          | 27          | +13         | Compétition annulée |

1. ↑  À la suite de l'invasion de l'Ukraine par la Russie, l'ensemble des compétitions sportives sont arrêtées. De ce fait, le titre n'est pas attribué.
2. ↑  À la suite de l'invasion de l'Ukraine par la Russie, la compétition n'est pas disputée.

Légende
- Promu en division supérieure.
- Relégué en division inférieure.

### Bilan européen
Note : dans les résultats ci-dessous, le score du club est toujours donné en premier
| Saison    | Compétition             | Tour             | Club             | Domicile | Extérieur | Total    |
| --------- | ----------------------- | ---------------- | ---------------- | -------- | --------- | -------- |
| 2022-2023 | Ligue Europa            | Barrages Q       | AEK Larnaca      | 1 - 2    | 0 - 3     | 1 - 5    |
| 2022-2023 | Ligue Europa Conférence | Groupe E         | AZ Alkmaar       | 0 - 1    | 1 - 2     | Deuxième |
| 2022-2023 | Ligue Europa Conférence | Groupe E         | Apollon Limassol | 1 - 0    | 3 - 1     | Deuxième |
| 2022-2023 | Ligue Europa Conférence | Groupe E         | FC Vaduz         | 2 - 2    | 2 - 1     | Deuxième |
| 2022-2023 | Ligue Europa Conférence | Barrages         | AEK Larnaca      | 0 - 0    | 0 - 1     | 0 - 1    |
| 2023-2024 | Ligue des champions     | Deuxième tour Q  | Panathinaïkós    | 1 - 3    | 2 - 2     | 3 - 5    |
| 2023-2024 | Ligue Europa            | Troisième tour Q | Slavia Prague    | 1 - 1    | 0 - 3     | 1 - 4    |
| 2023-2024 | Ligue Europa Conférence | Barrages Q       | Spartak Trnava   | 1 - 2 ap | 1 - 1     | 2 - 3    |
| 2024-2025 | Ligue Conférence        | Deuxième tour Q  | Puskás Akadémia  | 0 - 3    | 0 - 3     | 0 - 6    |

1. ↑  Défaite sur tapis-vert.

Légende
- Victoire ou qualification pour le tour suivant.
- Match nul.
- Défaite ou élimination de la compétition.

## Personnalités du club

### Présidents du club
- Yuriy Bereza

### Entraîneurs du club
La liste suivante présente les différents entraîneurs du club.
- Dmytro Mykhaylenko (en) (juillet 2017-septembre 2020)
- Igor Jovićević (septembre 2020-juillet 2022)
- Oleksandr Kucher (juillet 2022-août 2023)
- Valeriy Horodov (en) (août 2023-septembre 2023)
- Yuriy Maksymov (en) (septembre 2023-juillet 2024)

## Infrastructures

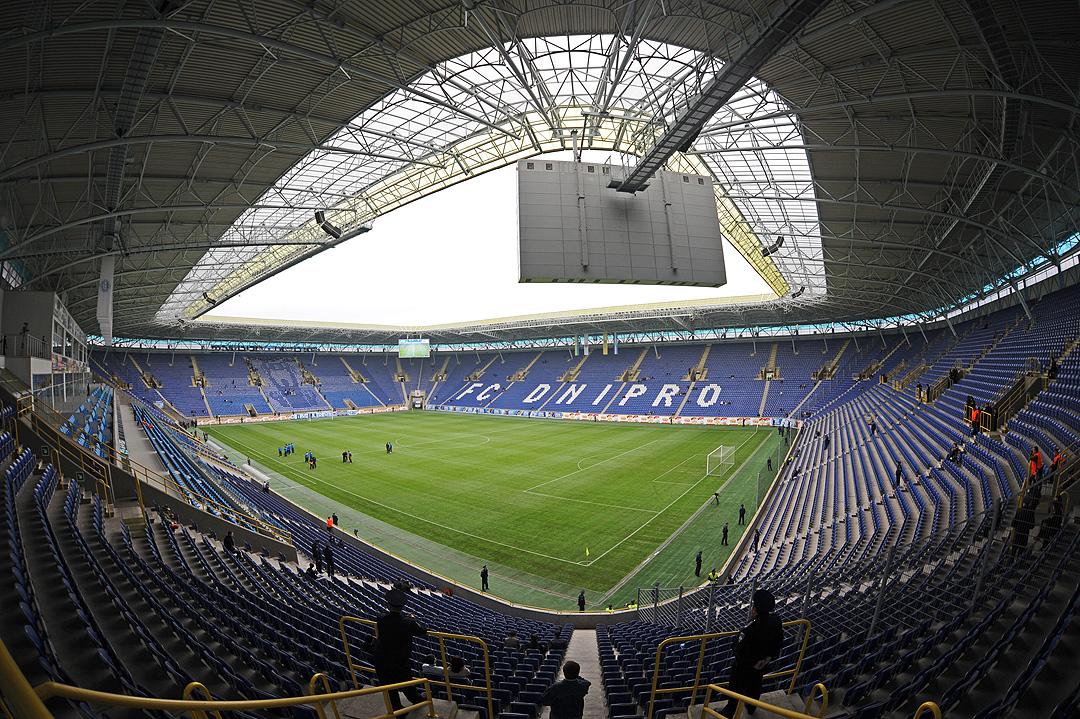
Dnipro Arena en 2009.

Le SK Dnipro-1 joue dans la Dnipro Arena situé dans la ville du même nom depuis sa fondation en 2017. Le stade a été ouvert en 2008 et a une capacité d'environ 31 000 personnes.
Depuis l'invasion de l'Ukraine par la Russie, le club dispute ses rencontres de championnat à Oujhorod, dans l'ouest du pays. Elles sont disputées dans l'Avanhard Stadium (en), une enceinte de 12 000 places. Pour les matchs de compétitions européennes, les rencontres sont disputées en Slovaquie dans la ville de Košice à moins de 100 km de la frontière. Ces matchs sont disputé dans la nouvelle enceinte qui se nomme Košická futbalová aréna.